# Марчело Мастрояни
Марчело Винченцо Доменико Мастрояни (на италиански: Marcello Vincenzo Domenico Mastroianni) е италиански филмов актьор, носител на награда за мъжка роля от фестивала в Кан. Известен е не само като един от най-добрите актьори на Италия, но и като ухажор на красивите жени, любител на хубавите ястия и страстен пушач.

## Биография
Роден е в малкото градче Фонтана Лири в Апенините, но прекарва ранните си детски и юношески години в Торино и Рим. През Втората световна война е пратен в немски концентрационен лагер, но успява да избяга и да се скрие във Венеция. За киното го открива известният италиански режисьор Лукино Висконти.
От брака си с италианската актриса Флора Карабела има една дъщеря – Барбара, а от връзката си с Катрин Деньов – втора дъщеря – Киара Мастрояни, която също е актриса. Умира от рак на панкреаса.

## Избрана филмография
| Година | Филм                   | Оригинално заглавие                                 | Роля                     | Режисьор                            |
| ------ | ---------------------- | --------------------------------------------------- | ------------------------ | ----------------------------------- |
| 1957   | Бели нощи              | Le Notti Bianche                                    | Марио                    | Лукино Висконти                     |
| 1958   | Неизвестни извършители | I soliti ignoti                                     | Тиберио                  | Марио Моничели                      |
| 1959   | Законът                | La legge                                            | Енрико Тосо              | Жул Дасен                           |
| 1960   | Сладък живот           | La dolce vita                                       | Марчело Рубини           | Федерико Фелини                     |
| 1961   | Нощта                  | La Notte                                            | Джовани Понтано          | Микеланджело Антониони              |
| 1962   | Развод по италиански   | Divorzio all'italiana                               | Фердинандо (Фефе) Чефалу | Пиетро Джерми                       |
| 1963   | Осем и половина        | 8 e ½                                               | Гуидо Анселми            | Федерико Фелини                     |
| 1963   | Вчера, днес и утре     | Ieri, oggi, domani                                  | Кармине Сбарати          | Виторио Де Сика                     |
| 1964   | Брак по италиански     | Matrimonio all'italiana                             | Доменико Сориано         | Виторио Де Сика                     |
| 1965   | Казанова '70           | Casanova 70                                         | Майор Коломбети          | Марио Моничели                      |
| 1968   | Влюбени                | Amanti                                              | Валерио                  | Виторио Де Сика                     |
| 1970   | Драма на ревност       | Dramma della gelosia–tutti i particolari in cronaca |                          | Еторе Скола                         |
| 1970   | Слънчогледи            | I girasoli                                          | Антонио                  | Виторио Де Сика                     |
| 1970   | Жената на свещеника    | La moglie del prete                                 | Дон Марио Карлези        | Дино Ризи                           |
| 1973   | Голямото плюскане      | La grande abbuffata                                 | Марчело                  | Марко Ферери                        |
| 1975   | Неделна жена           | La donna della domenica                             | Салваторе Сантамария     | Луиджи Коменчини                    |
| 1975   | Куклата на гангстера   | La pupa del gangster                                | Чарли Колето             | Джорджо Капитани                    |
| 1977   | Особен ден             | Una giornata particolare                            | Габриеле                 | Еторе Скола                         |
| 1978   | Остани какъвто си      | Così come sei                                       | Джулио Маренго           | Алберто Латуада                     |
| 1980   | Градът на жените       | La città delle donne                                | Снапораз                 | Федерико Фелини                     |
| 1987   | Очи чьорние            | Очи чёрные                                          | Романо                   | Никита Михалков                     |
| 1995   | Сто и една нощи        | Les cent et une nuits de Simon Cinéma               | Италианският приятел     | Анес Варда                          |
| 1995   | Отвъд облаците         | Al di là delle nuvole                               | художникът               | Микеланджело Антониони, Вим Вендерс |